# Kozima
A Kozima görög → olasz eredetű női név, jelentése: ékes, szabályszerű, rendes.

## Gyakorisága
Az 1990-es években szórványos név, a 2000-es években nem szerepel a 100 leggyakoribb női név között.

## Névnapok
- szeptember 26.[2]
- szeptember 27.[2]

## Híres Kozimák
- Cosima Wagner (1837–1930), Liszt Ferenc lánya, Richard Wagner felesége